# El Puente (zona arqueològica)
El Puente, anomenat localment Parc Arqueològic El Puente, és la denominació d'una zona arqueològica del Departament de Copán, Hondures. Era una ciutat maia independent i entre el segle vi i el IX esdevingué dependent i tributària de Copán. El jaciment conté més de 200 estructures entre tombes, edificis cerimonials i cases, encara que poques n'han estat excavades.
El Puente es troba a la Vall de Florida, a la municipalitat de La Jigua, a 11 km al nord de la població hondurenya de La Entrada, a 2 km al nord de la confluència del riu Chamelecón amb el Chinamito.
Jens Yde feu la descripció i publicació del jaciment al 1935. Aquest arqueòleg feu plànols del lloc però no l'excavà. El jaciment fou declarat Herència Cultural de la Nació al març de 1989. Més tard, al 1991, començaren les excavacions amb la intenció de crear un segon parc arqueològic després de Copán. El Parc Arqueològic El Puente s'inaugurà al 1994 incloent a dins un museu.

## Dades històriques
El Puente sembla haver estat fundat cap a la meitat del segle vi, que coincideix amb el clàssic primerenc en la cronologia maia mesoamericana. Les semblances arquitectòniques i de la ceràmica d'El Puente i Copán semblen indicar que el lloc es creà per controlar les rutes comercials que confluïen a la zona. La ciutat, tot i que independent durant un període, mantingué una estreta aliança amb el gran centre polític i administratiu de Copán.
Havent succeït el col·lapse de Copán en el clàssic terminal (entre 850– i 950 de), sembla que El Puente es mantingué i fins i tot rebé immigrants de Copán.

## Descripció del jaciment
El Puente conté prop de 210 estructures i el nucli del lloc consta de 5 places. Només s'han excavat i restaurat nou estructures i parts importants del lloc han estat danyades i saquejades.
És perceptible una certa influència estranya en la cultura maia des del punt de vista arquitectònic. No hi ha, per exemple, el criteri de simetria típic de l'arquitectura maia en tot el lloc. Les escales en alguns edificis tenen diferents dimensions en cada costat i la qualitat de la construcció difereix d'un lloc a un altre de la mateixa estructura. També la qualitat del treball en la pedra pot diferir significativament d'un edifici a un altre i fins dins del mateix edifici.
Les places tenen un ben dissenyat sistema de drenatge per a l'eliminació de l'aigua pluvial i alguns dels canals continuen sent funcionals.
Hi ha diverses tombes i enterraments que han estat excavats, alguns dels quals contenien ofrenes de jade i de ceràmica decorada. En algun d'aquests atuells es trobaren també objectes d'obsidiana.
S'ha trobat al jaciment obsidiana verda de Pachuca, estat d'Hidalgo, a Mèxic, i això dona idea de les distàncies recorregudes per les cadenes comercials de llavors.
Les estructures més altes arriben a una altura de 12 m. Les excavacions en túnel cap a l'interior d'elles i també al seu voltant han revelat gran quantitat de ceràmica, fragments de dacsa cremada i de fesols.